# Aten (città)

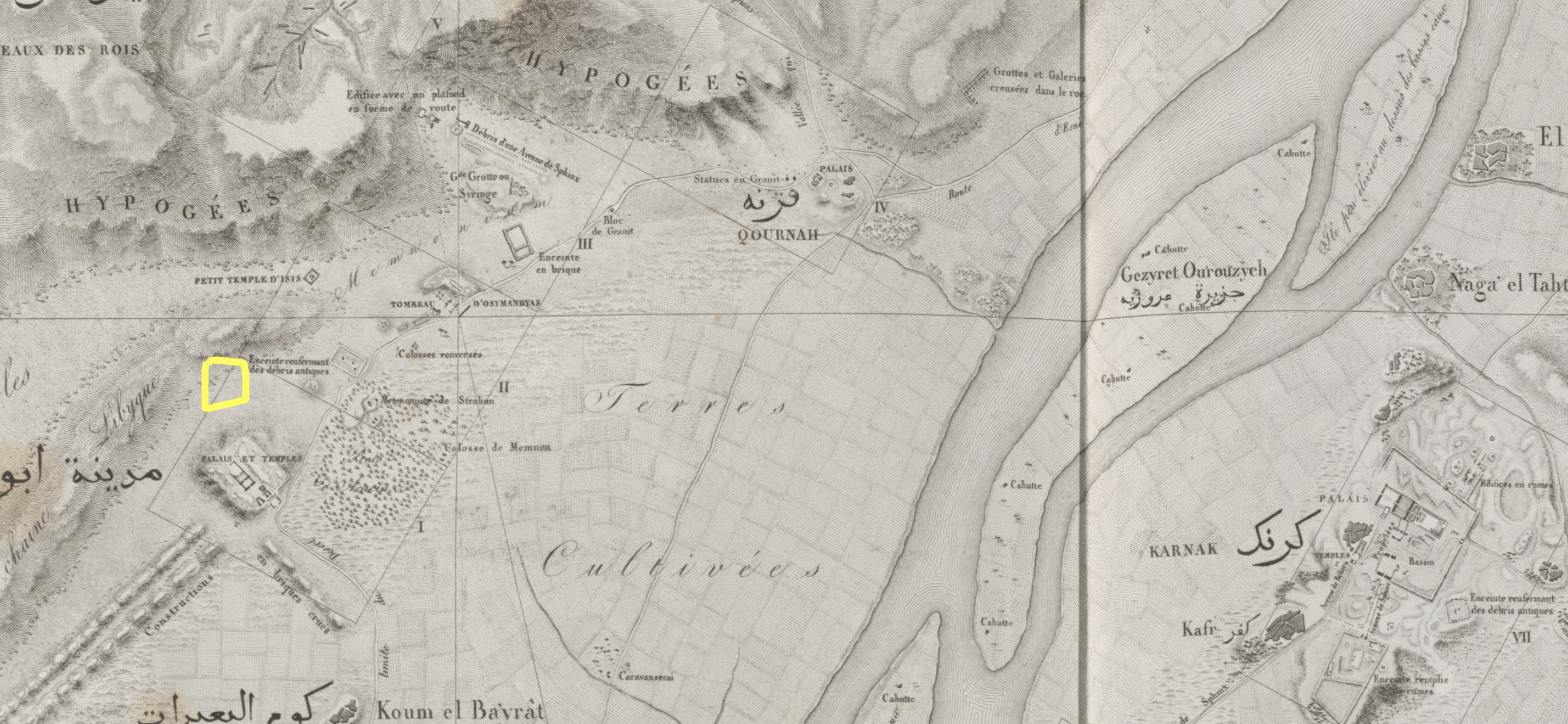
Posizione della città di Aten, scoperta nel 2020-2021, sovrapposta alla prima mappa moderna della zona.

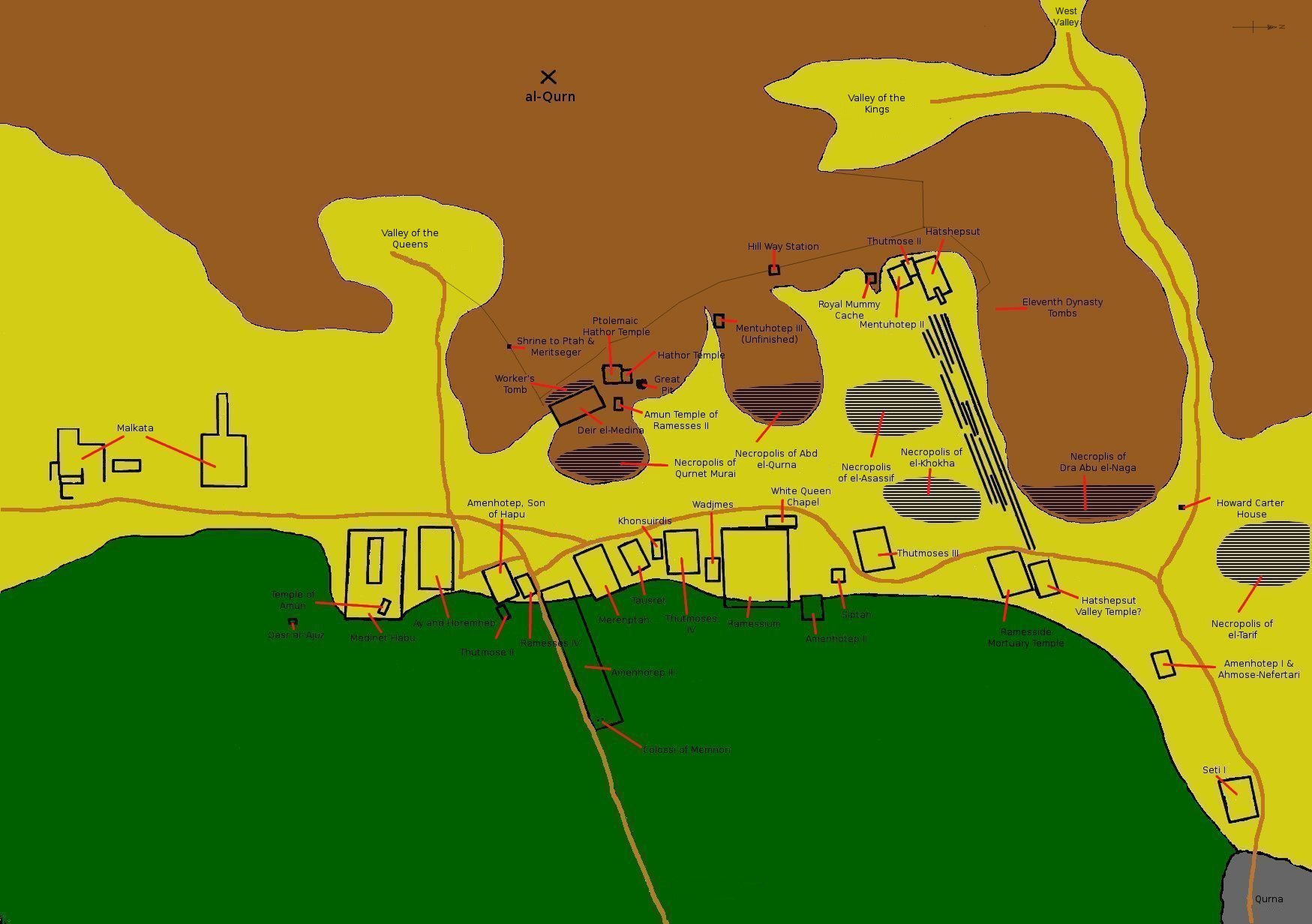
Aten si trova tra Medinet Habu e il Tempio funerario di Amenhotep III.

Aten, noto anche come Il sorgere di Aten, è il nome attribuito ai resti di un insediamento risalente all'Antico Egitto situato sulla riva occidentale del Nilo vicino a Luxor nei pressi della necropoli di Tebe.
La scoperta è stata effettuata nell'ambito di una campagna di scavi iniziata nel settembre 2020 e volta alla ricerca del tempio funerario di Tutankhamon.

## Periodo
La fondazione della città è stata datata, grazie ad alcuni reperti,  al periodo di Amenhotep III, (1386 a.c.-1353 a.c.).  Si ritiene che successivamente il sito sia stato abbandonato  quando Amenhotep IV (Akhenaton) trasferì la capitale da Tebe  ad Akhetaton.
Successivamente l'insediamento fu nuovamente abitato sotto i successori di Amenhotep IV, Ay e Tutankhamon.
Quattro distinti strati di insediamenti attestano un uso del sito fino all'era copta  e bizantina, dal III al VII secolo d.C.

## Scoperta
Gli scavi nel sito, all'incirca in un'area tra il  tempio funerario di Ramses III e quello di Amenhotep III sono stati effettuati sotto la direzione dell'archeologo egiziano Zahi Hawass, e sono iniziati nel settembre 2020.
I primi ad essere scoperti sono stati i quartieri meridionali della città. 
Nell'aprile 2021, risultano individuati i quartieri settentrionali e il cimitero della città  che non sono stati, però, ancora scavati.
Il sito potrebbe fare parte del complesso del palazzo di Amenhotep (Nebmaatre "l'Aton abbagliante") che si trova appena a nord della nuova area. I primi risultati sono stati annunciati alla stampa nell'aprile 2021. Il ritrovamento è stato valutato, da Betsy Bryan, come la più importante scoperta archeologica in Egitto dallo scavo della tomba di Tutankhamon.
Aten è nota anche come "città dell'oro" per le attività di lavorazione e commercializzazione del metallo prezioso.

## Struttura
Ad oggi sono stati scoperti diversi quartieri distinti, formati da muri di mattoni di fango.
l'insediamento era circondato da mura dall'andamento sinuoso.
Tra i ritrovamenti una zona destinata a panetteria, pieno di oggetti della vita quotidiana e del lavoro legati alla vita artistica e industriale della città.
Numerose iscrizioni hanno permesso agli archeologi di stabilire date precise per la storia della città. Una si riferisce al 1337 a.c., in coincidenza con il regno di Amenhotep IV (Akhenaton), che si pensa si sia trasferito nella sua nuova capitale ad Amarna l'anno successivo.